# Nya Zeeland vid världsmästerskapen i simsport 2022
Nya Zeeland tävlade vid världsmästerskapen i simsport 2022 i Budapest i Ungern mellan den 17 juni och 3 juli 2022. Nya Zeeland hade en trupp på 41 idrottare, varav 31 damer och 10 herrar.

## Konstsim
Nya Zeeland hade en trupp på åtta konstsimmare.
Damer
| Idrottare | Gren              | Försöksheat | Försöksheat | Final            | Final            |
| Idrottare | Gren              | Poäng       | Placering   | Poäng            | Placering        |
| --- | ----------------- | ----------- | ----------- | ---------------- | ---------------- |
| Eva Morris Eden Worsley | Fritt program par | 0DNS0       | 0DNS0       | Gick inte vidare | Gick inte vidare |
| Vanessa Burmeister Ariel Chen Avalee Donovan-Trewhella Eva Morris Xiara Patino Hannah Shatford Karlina Steiner Eden Worsley | Fritt program lag | 67,6000     | 20          | Gick inte vidare | Gick inte vidare |

## Simhopp
Nya Zeeland hade en trupp på sju simhoppare.
Herrar
| Nathan Brown              | 10 m plattform         | 282,60 | 35     | Gick inte vidare | Gick inte vidare | Gick inte vidare | Gick inte vidare |                  |                  |
| Luke Sipkes               | 10 m plattform         | 303,00 | 31     | Gick inte vidare | Gick inte vidare | Gick inte vidare | Gick inte vidare |                  |                  |
| Liam Stone                | 1 m svikt              | 326,35 | 22     | —                | —                | Gick inte vidare | Gick inte vidare |                  |                  |
| Liam Stone                | 3 m svikt              | 296,60 | 42     | Gick inte vidare | Gick inte vidare | Gick inte vidare | Gick inte vidare |                  |                  |
| Frazer Tavener            | 3 m svikt              | 276,10 | 46     | Gick inte vidare | Gick inte vidare | Gick inte vidare | Gick inte vidare |                  |                  |
| Liam Stone Frazer Tavener | Parhopp 3 m svikt      | 337,86 | 10 0Q0 | —                | —                | 322,11           | 12               |                  |                  |
| Arno Lee Luke Sipkes      | Parhopp 10 m plattform | 257,82 | 13     | i.u.             | i.u.             | Gick inte vidare | Gick inte vidare | Gick inte vidare | Gick inte vidare |

Damer
| Idrottare     | Gren           | Försöksheat | Försöksheat | Semifinal        | Semifinal        | Final            | Final            |
| Idrottare     | Gren           | Poäng       | Placering   | Poäng            | Placering        | Poäng            | Placering        |
| ------------- | -------------- | ----------- | ----------- | ---------------- | ---------------- | ---------------- | ---------------- |
| Mikali Dawson | 10 m plattform | 174,25      | 32          | Gick inte vidare | Gick inte vidare | Gick inte vidare | Gick inte vidare |
| Maggie Squire | 1 m svikt      | 185,50      | 41          | Gick inte vidare | Gick inte vidare | Gick inte vidare | Gick inte vidare |
| Maggie Squire | 3 m svikt      | 197,80      | 34          | Gick inte vidare | Gick inte vidare | Gick inte vidare | Gick inte vidare |

Mix
| Idrottare                    | Gren              | Final  | Final     |
| Idrottare                    | Gren              | Poäng  | Placering |
| ---------------------------- | ----------------- | ------ | --------- |
| Liam Stone Mikali Dawson     | Lag               | 227,90 | 13        |
| Frazer Tavener Maggie Squire | Parhopp 3 m svikt | 223,86 | 13        |

## Simning
Nya Zeeland hade en trupp på 12 simmare.
Herrar
| Idrottare       | Gren           | Heat       | Heat      | Semifinal        | Semifinal        | Final            | Final            |
| Idrottare       | Gren           | Tid        | Placering | Tid              | Placering        | Tid              | Placering        |
| --------------- | -------------- | ---------- | --------- | ---------------- | ---------------- | ---------------- | ---------------- |
| Lewis Clareburt | 200 m medley   | 1.58,76    | 10 0Q0    | 1.57,63          | 7 0Q0            | 1.58,11          | 7                |
| Lewis Clareburt | 400 m medley   | 4.12,39    | 7 0Q0     | —                | —                | 4.10,98          | 4                |
| Cameron Gray    | 200 m frisim   | 1.50,64    | 39        | Gick inte vidare | Gick inte vidare | Gick inte vidare | Gick inte vidare |
| Cameron Gray    | 50 m fjärilsim | 24,01      | 35        | Gick inte vidare | Gick inte vidare | Gick inte vidare | Gick inte vidare |
| Andrew Jeffcoat | 50 m ryggsim   | 25,06      | 11 0Q0    | 24,91            | 13               | Gick inte vidare | Gick inte vidare |
| Andrew Jeffcoat | 100 m ryggsim  | 54,35      | 18        | Gick inte vidare | Gick inte vidare | Gick inte vidare | Gick inte vidare |
| Michael Pickett | 50 m frisim    | 22,59      | 34        | Gick inte vidare | Gick inte vidare | Gick inte vidare | Gick inte vidare |
| Carter Swift    | 100 m frisim   | 48,79 0NR0 | 21        | Gick inte vidare | Gick inte vidare | Gick inte vidare | Gick inte vidare |

Damer
| Idrottare                                                   | Gren             | Heat     | Heat      | Semifinal        | Semifinal        | Final            | Final            |
| Idrottare                                                   | Gren             | Tid      | Placering | Tid              | Placering        | Tid              | Placering        |
| ----------------------------------------------------------- | ---------------- | -------- | --------- | ---------------- | ---------------- | ---------------- | ---------------- |
| Caitlin Deans                                               | 1 500 m frisim   | 16.30,47 | 13        | —                | —                | Gick inte vidare | Gick inte vidare |
| Chelsey Edwards                                             | 50 m frisim      | 25,91    | 23        | Gick inte vidare | Gick inte vidare | Gick inte vidare | Gick inte vidare |
| Erika Fairweather                                           | 200 m frisim     | 1.58,26  | 11 0Q0    | 1.57,43          | 11               | Gick inte vidare | Gick inte vidare |
| Erika Fairweather                                           | 400 m frisim     | 4.06,00  | 6 0Q0     | —                | —                | 4.04,73          | 6                |
| Helena Gasson                                               | 50 m bröstsim    | 32,08    | 31        | Gick inte vidare | Gick inte vidare | Gick inte vidare | Gick inte vidare |
| Helena Gasson                                               | 50 m fjärilsim   | 26,67    | 20        | Gick inte vidare | Gick inte vidare | Gick inte vidare | Gick inte vidare |
| Helena Gasson                                               | 200 m fjärilsim  | 0DNS0    | 0DNS0     | Gick inte vidare | Gick inte vidare | Gick inte vidare | Gick inte vidare |
| Helena Gasson                                               | 200 m medley     | 2.15,95  | 22        | Gick inte vidare | Gick inte vidare | Gick inte vidare | Gick inte vidare |
| Laura Littlejohn                                            | 100 m frisim     | 0DNS0    | 0DNS0     | Gick inte vidare | Gick inte vidare | Gick inte vidare | Gick inte vidare |
| Mya Rasmussen                                               | 400 m medley     | 4.41,98  | 10        | —                | —                | Gick inte vidare | Gick inte vidare |
| Eve Thomas                                                  | 400 m frisim     | 4.09,49  | 13        | —                | —                | Gick inte vidare | Gick inte vidare |
| Eve Thomas                                                  | 800 m frisim     | 8.27,82  | 6 0Q0     | —                | —                | 8.30,37          | 7                |
| Erika Fairweather Eve Thomas Caitlin Deans Laura Littlejohn | 4 × 200 m frisim | 8.04,87  | 9 0Q0     | —                | —                | 7.59,08          | 7                |

Mix
| Idrottare                                                     | Gren             | Heat         | Heat      | Final            | Final            |
| Idrottare                                                     | Gren             | Tid          | Placering | Tid              | Placering        |
| ------------------------------------------------------------- | ---------------- | ------------ | --------- | ---------------- | ---------------- |
| Lewis Clareburt Carter Swift Chelsey Edwards Laura Littlejohn | 4 × 100 m frisim | 3.27,91 0NR0 | 9         | Gick inte vidare | Gick inte vidare |

## Vattenpolo
Nya Zeelands damlandslag deltog och slutade på 10:e plats.

## Öppet vatten-simning
Nya Zeeland hade en kvinnlig deltagare i öppet vatten-simning.
Damer
| Idrottare  | Gren  | Tid       | Placering |
| ---------- | ----- | --------- | --------- |
| Ruby Heath | 5 km  | 1:05.15,7 | 39        |
| Ruby Heath | 10 km | 2:13.44,6 | 44        |
| Ruby Heath | 25 km | 0DNF0     | 0DNF0     |